# Peixe-carvão-do-pacífico
O peixe-carvão-do-pacífico (Anoplopoma fimbria) é um dos membros da família Anoplopomatidae e a única espécie do género Anoplopoma. Habita fundos marinhos lodosos no Pacífico Norte a profundidades entre os  300 e os 2 700 metros e é uma espécie comercialmente importante no Japão. É também considerado uma iguaria em muitos outros países devido aos seus sabor adocicado e textura.
O crescimento do peixe-carvão-do-pacífico varia regionalmente, com tamanhos máximos maiores no Alasca, onde comprimentos totais de até 114 cm e pesos de até 25 kg foram registrados. No entanto, os comprimentos médios geralmente estão abaixo de 70 cm e 4 kg.
A polpa branca do peixe-carvão-do-pacífico tem textura macia e sabor suave. É considerada uma iguaria em muitos países. Sua carne tem um alto teor de gordura e pode ser preparada de várias maneiras, incluindo grelhada, defumada ou frita, ou servida como sushi. A carne do bacalhau-preto é rica em ácidos graxos ômega-3 de cadeia longa, EPA e DHA. Contém aproximadamente a mesma quantidade que o salmão selvagem.